# Zombies 3
Zombies 3 é um filme musical de ficção científica dirigido por Paul Hoen e escrito por David Light e Joseph Raso. Trata-se do terceiro filme da franquia Zombies, sendo uma continuação direta de Zombies 2. O filme foi lançado a 15 de julho de 2022 no Disney+. Também estreou a 12 de agosto de 2022 no Disney Channel dos Estados Unidos e a 15 de outubro de 2022 no Disney Channel de Portugal.
O filme é protagonizado por Milo Manheim e Meg Donnelly que voltam aos seus papéis principais como Zed e Addison, respectivamente. Trevor Tordjman, Kylee Russell, Carla Jeffery, Chandler Kinney, Pearce Joza e Ariel Martin também regressam ao elenco juntamente com os novos membros Terry Hu, Matt Cornett e Kyra Tantao. O filme segue a cidade de Seabrook, onde agora vivem zombies, humanos e lobisomens, em harmonia, enquanto tentam repelir uma invasão alienígena.

## Sinopse
É o último ano de Zed e Addison em Seabrook, que se tornou um paraíso para zombies, lobisomens e humanos. Zed está a tentar obter uma bolsa através do futebol para ser o primeiro zombie a entrar na universidade e Addison está a organizar um Torneio de Claques. Um grupo de forasteiros intergalácticos aparece para competir no Torneio e os habitantes de Seabrook começam a desconfiar que não estarão interessados apenas numa competição amigável.

## Elenco
- Milo Manheim como Zed Necrodopolis[4][5]
- Meg Donnelly como Addison Wells[4][5]
- Trevor Tordjman como Bucky Buchanan[6][7]
- Kylee Russell como Eliza Zambie[6][7]
- Carla Jeffery como Bree[6][7]
- Chandler Kinney como Willa Lykensen[6][7]
- Pearce Joza como Wyatt Lykensen[6][7]
- Baby Ariel como Wynter Barkowitz[6][7]
- Terry Hu como A-Spen[6][7]
- Matt Cornett como A-Lan[6][7]
- Kyra Tantao como A-Li[6][7]
- Kingston Foster como Zoey Necrodopolis[6][7]
- James Godfrey como Bonzo[6][7]
- RuPaul como a voz da Nave-Mãe[8]
- Emilia McCarthy como Lacey[6][7]
- Noah Zulfikar como Jacey[6][7]
- Jasmine Renée Thomas como Stacey[6][7]
- Naomi Snieckus como Diretora Lee[6][7]
- Paul Hopkins como Dale Wells[6][7]
- Marie Ward como Missy Wells. O seu verdadeiro nome é A-Mishanta[6][7]
- Sheila McCarthy como Angie[6][7]
- Jonathan Langdon como Treinador[6][7]
- Tony Nappo como Zevon Necrodopolis[9]

## Produção
A 22 de março de 2021, foi anunciado um terceiro filme, intitulado de Zombies 3, com gravações em Toronto, Canada. Milo Manheim e Meg Donnelly voltam a representar as personagens Zed e Addison, respetivamente. Paul Hoen é o diretor, sendo Bloor Street Productions e Resonate Entertainment as companhias produtoras. David Light, Joseph Raso e Suzanne Farwell são os produtores executivos. A 19 de maio de 2021, foi anunciado que Matt Cornett, Kyra Tantao e Terry Hu estariam no filme com as personagens A-Lan, A-Li e A-Spen, respetivamente. Chandler Kinney, Pearce Joza, Baby Ariel, Trevor Tordjman, Carla Jeffery, Kylee Russell, James Godfrey e Kingston Foster também regressam nos seus respetivos papeis. A produção do filme começou a 31 de maio de 2021 e terminou em julho de 2021. O videoclipe da música "What Is This Feeling" foi filmado em Los Angeles em setembro de 2021. A 20 de maio de 2022, RuPaul foi anunciado no elenco para dar voz à "Nave-Mãe", descrita na sinopse oficial como "um OVNI cómico passivo-agressivo".

## Banda sonora
Zombies 3 (Original Soundtrack) é a banda sonora oficial do filme lançada a 15 de julho de 2022, de forma a coincidir com a estreia do filme, sendo uma sequela de Zombies 2 (2020) e o terceiro filme franquia musical com o mesmo nome. O single "Alien Invasion" foi lançado a 1 de julho de 2022.
| N.º            | Título                      | Artista(s)                                                      | Duração |  |
| 1.             | "Alien Invasion"            | Elenco de Zombies 3                                             | 4:01    |  |
| 2.             | "Ain't No Doubt About It"   | Milo Manheim, Meg Donnelly, Elenco de Zombies 3                 | 2:50    |  |
| 3.             | "Come on Out"               | Chandler Kinney, Ariel Martin, Pearce Joza, Elenco de Zombies 3 | 2:46    |  |
| 4.             | "Exceptional Zed"           | Elenco de Zombies 3                                             | 2:31    |  |
| 5.             | "Exceptional Zed (Reprise)" | Milo Manheim, Elenco de Zombies 3                               | 0:43    |  |
| 6.             | "I'm Finally Me"            | Elenco de Zombies 3                                             | 3:26    |  |
| 7.             | "Someday"                   | Elenco de Zombies 3                                             | 1:36    |  |
| 8.             | "Nothing But Love"          | Elenco de Zombies 3                                             | 3:02    |  |
| 9.             | "Utopia"                    | Matt Cornett, Terry Hu, Kyra Tantao, Elenco de Zombies 3        | 2:05    |  |
| 10.            | "Fired Up"                  | Elenco de Zombies 3                                             | 0:50    |  |
| 11.            | "ZOMBIES 3 Score Medley"    | George S. Clinton, Amit May Cohen, Elenco de Zombies 3          | 3:07    |  |
| Duração total: | Duração total:              | Duração total:                                                  | 26:57   |  |

## Sequela
A 10 de fevereiro de 2024, a Disney Branded Television deu luz verde a um quarto filme da franquia Zombies, intitulado de Zombies 4: Dawn of the Vampires. A produção começou em março de 2021 na Nova Zelândia.